# Sonata per viola (Mendelssohn)
La Sonata per viola in do minore (MWV Q 14) è una composizione giovanile di Felix Mendelssohn, scritta all'età di 15 anni. Lo spartito autografo è datato 14 febbraio 1824 e la sonata non è stata pubblicata se non postuma, nel 1966, senza che le venisse assegnato un numero di opus.
La sonata per viola era un genere cameristico poco comune ed esistono poche composizioni analoghe dell'epoca. Tuttavia Mendelssohn era un abile violinista e violista e conosceva bene le difficoltà compositive ed esecutive proprie di tale strumento.